# کورت هلد
کورت کلبر (به آلمانی: Kurt Kläber)،(زاده ۴ نوامبر ۱۸۹۷ در ینا، آلمان - درگذشته ۹ دسامبر ۱۹۵۹ در سوئیس) نویسنده کمونیست آلمانی در طی جنگ جهانی دوم بود. او کتاب‌هایش را با نام مستعار کورت هلد هم منتشر می‌کرد. او با نویسنده‌ای به نام لیزا تتسز ازدواج کرد. او بیشتر به خاطر نوشتن کتاب  زورای سرخ و دارودسته‌اش یا اوزکوک‌ها نمی‌میرند (در ایران با عنوان کوچه‌گردها منتشر شده است) شناخته شده‌است.

## زندگی
کورت کلبر نویسنده‌ای کمونیست بود که پس از دستگیر شدن به علت سوءظن در رابطه با دخالتش در آتش‌سوزی رایشستاگ به صورت تبعیدی در سوئیس زندگی می‌کرد. او کتابش را با نام مستعار کورت هلد منتشر کرد چون به عنوان فعال سیاسی شناخته شده بود و به همین دلیل نمی‌توانست از نام اصلی‌اش استفاده کند. 
پدرش در کارخانجات زایس شهر سرکارگر بود. کورت تا چهارده سالگی به مدرسه رفت و پس از آن مدرسه را ترک گفت و به کارگری پرداخت. در جست و جوی کار سفر طولانی خود را به سرزمین‌های گوناگون اروپایی آغاز کرد. یوگوسلاوی و ایتالیا را شهر به شهر پیمود، خاطرات و یادداشت‌های این سفر، بعدها به صورت رمان، داستان و شعر درآمد. پس از چند سال کار و کار آموزی در شغل شاگرد مکانیکی، در سال 1914، به آلمان بازگشت و به سربازی رفت و تا سال 1918، پایان جنگ جهانی اول، سرباز بود. با شعله ور شدن آتش انقلاب 1918 آلمان، فعالانه در آن شرکت کرد و در جبهه‌های هاله و هامبورگ جنگید. 
کورت هلد در سال 1933 با روی کارآمدن نازی‌ها دستگیر و زندانی شد و کلیه آثارش در شمار کتاب‌های ممنوعه درآمد. پس از آزادی از زندان به کشور سوئیس گریخت و در آنجا برای نشریه‌های ادبی و ضد فاشیست مقاله نوشت